# Rebeka Dremelj
Rebeka Dremelj (Brežice, Eslovénia, 25 de julho de 1980) é uma cantora eslovena. 
Em 2001 ganhou o Miss Eslovénia. A partir de aí começou a sua carreira musical. Participou no EMA (MTV), concurso para seleccionar os representantes eslovenos no Festival Eurovisão da Canção, em quatro ocasiões. Em 2004 ficou em décimo lugar com Ne boš se igral, em 2005 ficou em terceiro, com Pojdi z menoj, em 2006 ficou em quarto, com Noro se ujameva junto com Domen Kumer e em 2008 ganhou com Vrag naj vzame, representando a Eslovénia no Festival Eurovisão da Canção de 2008, tendo ficado em 11º lugar, com 36 pontos, não conseguindo qualificar-se para a final.